# Нієтуллаєв Сагиндик Даулетіярович
Сагиндик Даулетіярович Нієтуллаєв (1948, тепер Каракалпакстан, Узбекистан) — радянський каракалпацький державний діяч, 1-й секретар Каракалпацького обласного комітету КП Узбекистану. Депутат Верховної ради Узбецьткої РСР. Народний депутат Каракалпацької АРСР. 

## Життєпис
Закінчив Республіканський заочний сільськогосподарський технікум і Республіканський педагогічний інститут російської мови і літератури в Каракалпацькій АРСР.
У 1971—1972 роках — вчитель середньої школи Муйнацького району Каракалпацької АРСР.
З 1972 по 1973 рік служив у Радянській армії.
У 1973—1974 роках — вчитель середньої школи в Каракалпацькій АРСР.
У 1974—1979 роках — завідувач відділу районного комітету ЛКСМ Узбекистану; інструктор, завідувач відділу районного комітету КП Узбекистану Каракалпацької АРСР.
Член КПРС з 1975 року.
Закінчив заочно Ташкентський державний університет.
У 1979—1985 роках — старший референт відділу управління справами Ради міністрів Узбецької РСР.
У 1985—1986 роках — інструктор відділу ЦК КП Узбекистану.
У 1986—1988 роках — 1-й секретар Ленінабадського районного комітету КП Узбекистану Каракалпацької АРСР; 1-й секретар Нукуського міського комітету КП Узбекистану Каракалпацької АРСР.
У жовтні 1988 — липні 1989 року — голова Ради міністрів Каракалпацької АРСР.
26 липня 1989 — 18 січня 1991 року — 1-й секретар Каракалпацького обласного комітету КП Узбекистану.
Із січня (затверджений 12 березня 1991 року на пленумі ЦК КП Узбекистану) по вересень 1991 року — завідувач відділу національної політики ЦК КП Узбекистану.